# اصطفاء طبيعي
الاصطفاء الطبيعي أو الانتخاب الطبيعي أو الانتقاء الطبيعي هي عملية غير عشوائية، فيها يزداد أو يقل شيوع الخلات الحيوية في التجمع الأحيائي من جراء التكاثر التمايزي (تباين حاملي هذه السمات من حيث التكاثر). وهي آلية أساسية للتطور.

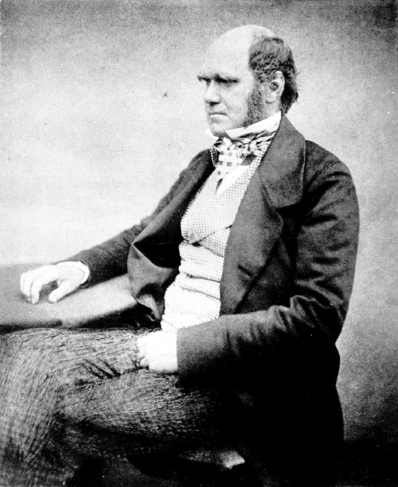
تشارلز داروين

وهنالك تنوع في كل التجمعات الأحيائية. وأحد الأسباب لذلك هو الطفرات العشوائية التي تُحدث تغيرات في الجينوم الخاص بالكائنات الحية. وهذه الطفرات قد يتم توريثها للذرية. خلال حياة الكائنات الحية، ويتفاعل الجينوم الخاص بهم مع بيئتهم، وذلك يولد اختلافات بين السمات (بيئة الجينوم تتضمن خليته، الخلايا الأخرى، الكائنات الحية الأخرى، التجمعات، الأنواع، وكذلك البيئة اللاحيوية). قد يكون الأفراد الحاملون لصيغ معينة من السمات أقدر على النجاة والتكاثر من الأفراد الحاملين لصيغ أخرى من هذه السمات. ولذلك يتطور التجمع. العوامل المؤثرة على النجاح التناسلي هي أيضا مهمة، وهو موضوع طوره تشارلز داروين في مفهوم الاصطفاء الجنسي الذي أتى به. يعمل الاصطفاء الطبيعي على النمط الظاهري، أي على السمات الظاهرية الملاحظة في الكائن الحي: فالكائنات الأسرع عدوا أو الأقوى غالباً تكون هي الأقدر على البقاء وإنتاج نسل يحمل النمط الظاهري الذي يحابيه الاصطفاء. ولكن الأساس الجيني (الوراثي) لأي نمط ظاهري معزز للتكاثر يزداد شيوعاً (أنظر تواتر الأليل). ومع الزمن، يمكن أن تنتج هذه العملية تجمعات متخصصة في مواقع بيئية معينة، ويمكن أن تؤدي بنهاية المطاف إلى ظهور أنواع جديدة. بعبارة أخرى: الاصطفاء الطبيعي هو عملية مهمة (لكن ليست الوحيدة) يحدث من خلالها التطور في التجمعات الأحيائية. وبخلاف الاصطفاء الاصطناعي، الذي يقوم فيه الإنسان بمحاباة سمات معينة، في الاصطفاء الطبيعي، البيئة هي التي تقوم بغربلة السمات والسماح لسمات معينة بالمرور للأجيال اللاحقة.
الاصطفاء الطبيعي هو حجر أساسي في علم الأحياء الحديث. إنَّ تشارلز داروين هو من أتى بمصطلح «الاصطفاء الطبيعي» وأشاعه في أصل الأنواع، كتابه ذو التأثير الكبير الصادر في سنة 1859، وقد أراد له أن يمت بمقارنة مع الاصطفاء الاصطناعي، الذي يُعرف اليوم بالاستيلاد الاصطفائي، عملية يقوم فيها الإنسان المربي للنباتات والحيوانات بمحاباة سماتها المرغوبة وتعزيز فرص تكاثر حامليها بانتظام. ولقد طور مفهوم الاصطفاء الطبيعي في غياب أي نظرية عن الوراثة، فلم يكن معروفا أي شيء من علم الوراثة الحديث في زمن داروين. ودمج التطور الدارويني مع علم الوراثة الكلاسيكي وعلم الوراثة الجزيئي الذي يشار إليه بالاصطناع التطوري الحديث. ويبقى الاصطفاء الطبيعي هو التفسير الأساسي للتطور التكيفي.

## مبادئ عامة

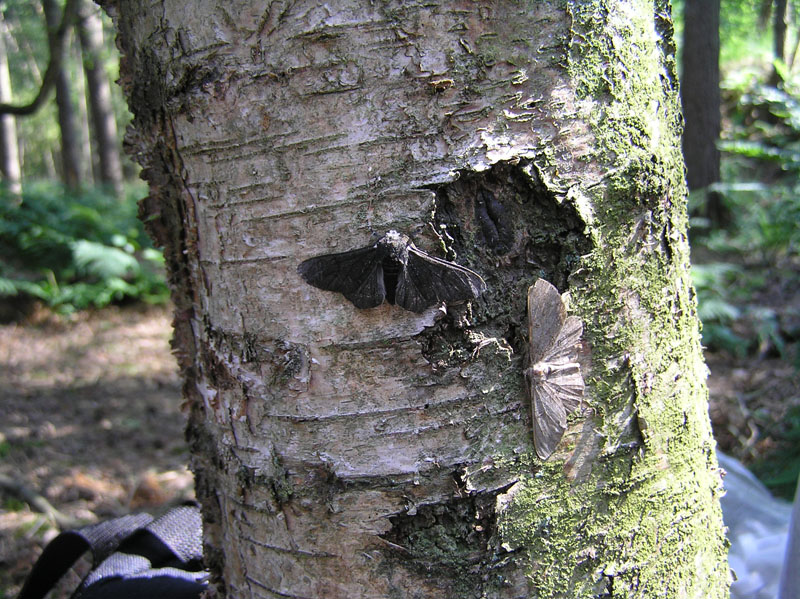
الشكل التقليدي والشكل الأسود، نمطان شكليان للعث المفلفل الراقد على نفس الشجرة. الشكل التقليدي فاتح اللون تصعب رؤيته على هذه الشجرة الخالية من التلوث، مما يجعلها تمويه بالنسبة لمفترسيها، مثل القرقف الكبير.

هنالك اختلافات طبيعية بين الأفراد في أي تجمع أحيائي. الكثير من هذه الاختلافات لا تؤثر على فرص البقاء (مثل لون العينين في الإنسان)، ولكن البعض منها قد يعزز من فرص البقاء. على سبيل المثال، الأرانب القادرة على العدو أسرع من غيرها لديها فرص أفضل للهروب من المفترسينٍ والنجاة، والطحالب القادرة على استخراج الطاقة من أشعة الشمس بفعالية أكبر تنمو بشكل أسرع. ما يعزز من بقاء الفرد غالباً يعزز من معدل تكاثره أيضاً. ولكن أحياناً تكون هناك مبادلة بين فرص البقاء والتكاثر، بحيث يأتي أحدهما على حساب الآخر. وما يهم في النهاية هو مدة الحياة التكاثرية للكائن الحي.
على سبيل المثال، العُث المفلفل في المملكة المتحدة يتواجد باللونين الفاتح والغامق. خلال الثورة الصناعية، اسودت الكثير من الأشجار التي كان يحط عليها العث نتيجة للسخام، الأمر الذي أعطى للعثات غامقة اللون أفضليةً في الاختباء من المفترسين. مما عزز من فرص بقاء العث الغامق، وبذلك مكنه من إنتاج نسل أكبر عدداً نسبياً. وفي غضون ما يقارب الخمسين سنة، أصبح تقريباً كل العث في مانشستر الصناعية غامق اللون. وقد قُلبت هذه النسبة نتيجة لتأثير قانون الهواء النقي 1956 [الإنجليزية]، إذ عاد العث الغامق نادراً. وهذا يُظهر تأثير الاصطفاء الطبيعي على تطور العث المفلفل.
إن كانت هذه الخلات المعززة لنجاح الأفراد التناسلي وروثية، أي قابلة للتوريث من الآباء للنسل، فإنَّ نسبة الأرانب سريعة العدو أو الطحالب الفعالة ستكبر في الجيل اللاحق. وهذا ما يسمى بالتكاثر التمايزي. حتى وإن كان الفرق طفيفاً، فإن أي أفضلية وروثية تصبح هي السائدة في التجمع مع مرور الأجيال الكثيرة. هنا البيئة الطبيعية «تحابي» الخلات التي تعطي حاملها أفضلية تكاثرية، مؤديةً لتغيرات تدريجية أو للتطور. وكان تشارلز داروين أول من وصف هذه الظاهرة وأطلق عليها تسمية  الانتقاء الطبيعي.
مفهوم الاصطفاء الطبيعي سبق الفهم لعلم الوراثة - آلية التوريث عند كل أشكال الحياة. لكن بالعبارات الحديثة، الاصطفاء الطبيعي يقع على النمط الظاهري للكائن الحي، أو خصائصه الظاهرية، لكن ما يُوَرَّث للنسل هو النمط الجيني أو التكوين الوراثي للكائن الحي. النمط الظاهري ينتج عن النمط الجيني والبيئة التي يعيش بها الكائن الحي. وهذا هو الرابط بين الاصطفاء الطبيعي والوراثة، كما تم وصفه في الاصطناع التطوري الحديث. ورغم أن نظرية التطور الكاملة تحتاج لأن تعتمد على مصادر التنوعات الجينية (مثل الطفرات والتكاثر الجنسي)، وكذلك تتضمن آليات تطورية أخرى (مثل الانحراف الجيني وانسياب الجينات)، فإن الاصطفاء الطبيعي على ما يبدو هو أهم آلية لإنتاج تكيفات معقدة في الطبيعة.

### التسمية والاستعمال
للمصطلح الاصطفاء الطبيعي تعريفات تختلف قليلاً بالسياقات المختلفة. وهو غالباً يُعَرَّف على أنه يعمل على السمات الوراثية، وذلك لأن هذه هي السمات التي تشترك بعملية التطور مباشرةً. ولكن الاصطفاء الطبيعي يكون «أعمى» من منطلق أنَّ التغيرات بالأنماط الظاهرية (الخواص الفيزيائية والسلوكية) قد تمنح أفضلية تناسلية لحامليها سواء كانت قابلة للتوريث أو لا (يمكن أن تنتج السمات غير الوراثية عن العوامل البيئية أو تجارب الكائن الحي الحياتية).
طبقاً لاستعمال داروين الأصلي للمصطلح، فهو يستعمل غالباً للإشارة إلى كلا النتيجة التطورية للاصطفاء الأعمى وكذلك آلياته. وأحياناً يساعد التمييز بوضوح بين آليات الاصطفاء ونتائجه؛ عندما يكون هذا التمييز ذو أهمية، يقوم العلماء بتعريف «الاصطفاء الطبيعي» تحديداً على أنه «تلك الآليات التي تسهم في اصطفاء الأفراد الذين يتكاثرون»، وبدون النظر إلى قابلية توريث أساس عمل هذا الاصطفاء. وهذا يشار إليه عادةً «باصطفاء النمط الظاهري الطبيعي».
السمات التي تعزز نجاح الكائن الحي التناسلي «يحابيها» الاصطفاء الطبيعي، فيما «ينبذ» السمات التي تقلل نجاحه. اصطفاء سمة معينة قد يؤدي أيضاً لاصطفاء سمات أخرى مترابطة والتي لا تؤثر على النجاح التناسلي بشكل مباشر. وهذا قد يحدث نتيجة تعدد النمط الظاهري أو الارتباط الجيني.

### الصلاحية

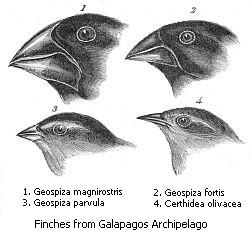
رسم داروين التوضيحي لاختلاف أشكال مناقير الشرشوريات التي تعيش في جزر غالاباغوس، والتي تتضمن ثلاثة عشر نوعاً على درجة كبيرة من القرابة، ويختلفون فيما بينهم اختلافاً واضحاً من حيث أشكال مناقيرهم. المنقار الخاص بكل نوع متكيف على الغذاء المفضل لديه، مما يشير إلى أنَّ أشكال المناقير تطورت بفعل الاصطفاء الطبيعي.

الصلاحية هي مفهوم محوري في الاصطفاء الطبيعي. بصورة عامة، الأفراد «الصالحون» أكثر، يكون احتمال نجاتهم أكبر (أي «البقاء للأصلح»). ولكن، المعنى المحدد للصلاحية دقيق أكثر من ذلك. الاصطناع التطوري الحديث يحدد الصلاحية بمدى نجاح الكائن الحي في التكاثر، وليس بالمدة الزمنية التي يعيشها. فإن كان كائن حي ما يعيش لنصف الفترة التي يعيشها باقي أفراد نوعه، ولكن ينجب ضعف ما ينجبونه من النسل الذي يعيش حتى البلوغ، فإن صلاحيته تُعد أكبر لأن نسبة جيناته ستكبر أكثر في الجيل اللاحق.
رغم أن الاصطفاء الطبيعي يقع على الأفراد، فإنَّه يمكن تحديد فقط متوسط الصلاحية لكل الأفراد التابعين للتجمع. الصلاحية الخاصة بنمط جيني معين تساوي التأثير المتوسط على كل الأفراد ذوي النمط الجيني ذاك. الأنماط الجينية ذات الصلاحية القليلة تقلل من نجاح حامليها التناسلي، وتؤدي لأن يكون عدد نسلهم قليلاً أو معدوماً. الأمثلة على ذلك تتضمن الكثير من الأمراض الوراثية التي تحدث في الإنسان، مثل التليف الكيسي.
بما أنَّ الصلاحية هي خاصية متوسطة، فإنه من المحتمل أيضاً حدوث طفرات قد يحابيها الاصطفاء في أفراد لا يمكنهم البقاء حتى سن البلوغ لأسباب لا علاقة لها بالطفرة. تتعلق الصلاحية بالظروف البيئية كثيراً. فصلاحية أمراض مثل فقر الدم المنجلي قد تكون منخفضة في التجمع البشري بشكل عام، ولكن بما أن خلة المنجلية تعطي مناعة ضد الملاريا، فإن صلاحيتها تكون عالية في تجمعات ذات معدلات عالية من الإصابات بالمالاريا.

### أنواع الاصطفاء
يمكن أن يعمل الاصطفاء الطبيعي على أي سمة ظاهرية وراثية، ويمكن أن يتولد ضغط اصطفائي بفعل أي جانب من جوانب البيئة، بما فيها الاصطفاء الجنسي والتنافس بين أفراد نفس النوع أو الأنواع المختلفة. غير أنَّ هذا لا يدل على أنَّ الاصطفاء الطبيعي يكون دائماً اتجاهياً ويؤدي لتطور تكيفي؛ فالاصطفاء الطبيعي عادةً يؤدي للحفاظ على الوضع الحالي ثابتاً عن طريق التخلص من الأشكال المختلفة ذات الصلاحية الأقل.
الاصطفاء قد يعمل على وحدات تقع ضمن مستويات مختلفة من تراتب التدرج الحيوي، ويطلق عليها وحدات الاصطفاء. وهي تشمل الأفراد، الجينات، الخلايا، وجماعات الأقرباء. ما زال هناك جدل حول ما إذا كان الاصطفاء الطبيعي يعمل على مستوى الجماعات أو الأنواع من أجل إنتاج تكيفات تفيد جماعة أكبر ليست بجماعة أقارب. وكذلك هناك جدل حول ما إذا كان الاصطفاء الذي يحدث على المستوى الجزيئي قبل تطفر جينات الزيجوت وتلقيحها يجب اسناده إلى الاصطفاء الطبيعي الاعتيادي، بما أنَّ الاصطفاء الطبيعي تقليدياً هو القوة البيئية الخارجية التي تعمل على النمط الظاهري بعد الولادة. بعض صحفيي العلوم يميزون بين الاصطفاء الجيني والاصطفاء الطبيعي بالإشارة لاصطفاء الطفرات بالتسمية غير الرسمية «الاصطفاء المسبق».
قد يؤدي الاصطفاء على مستوى مختلف، مثل الجين، إلى ازدياد صلاحية ذاك الجين، فيما يقلل بنفس الوقت من صلاحية الأفراد الحاملين لذاك الجين، وذلك في سيرورة تعرف بالصراع داخل الجينوم. وإجمالاً التأثيرات المجتمعة لكل الضغوط الاصطفائية على المستويات المختلفة تحدد الصلاحية الإجمالية للفرد، ومن ثم نتيجة الاصطفاء الطبيعي.
يحدث الاصطفاء الطبيعي في كل مرحلة من مراحل حياة الكائن الحي. قبل أن يقدر الفرد الحي على التكاثر، ينبغي عليه أن يبقى حياً حتى بلوغه. اصطفاء الذين يصلون لهذه المرحلة يسمى اصطفاء العيوشية (إمكانية الحياة بعد الولادة). يضطر البالغون في كثير من الحالات إلى التنافس فيما بينهم من أجل الأزواج. هنا يحابي الاصطفاء الجنسي الأفراد ذوي السمات الجذابة أكثر بالنسبة للجنس الآخر، والنجاح في هذا التنافس يحدد أي الأفراد سيكونون الوالدِين للجيل القادم. إن كان بإمكان الأفراد التكاثر أكثر من مرة، فإنَّ البقاء لفترة أطول خلال مرحلة التكاثر يزيد من عدد نسلهم، وهذا يسمى باصطفاء البقاء.
قد تُحدد خصوبة الإناث والذكور (مثل الحيوانات المنوية الضخمة لدى بعض أنواع ذباب الفاكهة) بواسطة اصطفاء الخصوبة. والأمشاج الناتجة قد تتفاوت بعيوشيتها. والصراعات داخل الجينوم، مثل المحرك الانتصافي (اصطفاء تفضيلي أثناء الانتصاف) بين الأمشاج الفردانية، قد تؤدي لاصطفاء جيني أو مشيجي. وقد تتفاوت اتحادات توليفات الحيوانات المنوية والبيوض من حيث التوافق؛ ويطلق على ذلك اصطفاء التوافق.

### الاصطفاء الجنسي
يساعد في بعض الحالات التمييز بين الاصطفاء البيئي والاصطفاء الجنسي. الاصطفاء البيئي يغطي آليات الاصطفاء التي تنتج بفعل البيئة، وذلك يشمل الأقارب (مثل اصطفاء القرابة)، التنافس، وقتل الرضيع. فيما الاصطفاء الجنسي يشير تحديداً إلى التنافس على الأزواج.
الاصطفاء الجنسي قد يكون داخلي الجنس، كما في الحالات التي يكون بها التنافس بين أفراد تجمع من نفس الجنس. وقد يكون الاصطفاء الجنسي بيني الجنس، كما في الحالات التي يقوم بها أحد الجنسين بالتحكم بالمنفذ التناسلي، إذ يكون هو الذي يختار زوجاً من التجمع.
من الشائع أن يشتمل الاصطفاء داخلي الجنس على تنافس بين الذكور، وأن يشتمل الاصطفاء بيني الجنس على اختيار أنثى للأزواج الملائمين، وذلك يعود لكون استثمار الإناث في موارد النسل أكبر. غير أن بعض الأنواع تظهر سلوكيات تُعكس بها أدوار الجنسين، إذ يكون الذكور هم الانقائيين باختيارهم لزوج. أكثر الأمثلة المعروفة لهذا النمط تحدث في بعض الأسماك المنتمية لفصيلة زمارات البحر، وهناك أمثلة محتملة وجدت لدى أنواع من الطيور والبرمائيات.

## التطور عن طريق الاصطفاء الطبيعي
شرط التطور التكيفي والسمات الجديدة والانتواع، هو وجود تباين جيني موروث يؤدي إلى اختلافات في اللياقة. يحدث التباين الوراثي نتيجة الطفرات وإعادة التركيب الوراثي والتعديلات الطارئة على النمط النووي (عدد الصبغيات، شكلها، وترتيبها الداخلي). قد يكون لأي من هذه التغييرات تأثير إيجابي للغاية أو سلبي للغاية، ولكن الآثار الكبيرة نادرة. كانت تعتبر معظم التغييرات الطارئة على المادة الوراثية في الماضي محايدة أو قريبة من الحيادية لأنها حدثت في الحمض النووي غير المشفر أو تسببت في استبدال ترادفي. ومع ذلك، تمتلك العديد من طفرات الحمض النووي غير المشفر تأثيرات ضارة. تختلف معدلات التحوّر ومتوسط تأثير الطفرات على الصلاحية بحسب الكائن الحي. مع ذلك، تعتبر غالبية الطفرات لدى البشر ضارة قليلًا.
تحدث بعض الطفرات في «مجموعة الأدوات» أو الجينات التنظيمية. غالبًا ما يكون لهذه التغييرات تأثير كبير على النمط الظاهري للفرد لأنها تنظم وظيفة العديد من الجينات الأخرى. تؤدي معظم -وليس كل- الطفرات في الجينات التنظيمية إلى أجنة غير قابلة للحياة. تحدث بعض هذه الطفرات غير المميتة في جينات هوكس البشرية التي قد تؤدي إلى امتلاك ضلع عنقية أو كثرة الأصابع (زيادة عدد أصابع اليد أو أصابع القدم). عندما تؤدي مثل هذه الطفرات إلى مستوى لياقة أعلى، سيُفَضِّل الاصطفاء الطبيعي هذه الأنماط الظاهرية لتنتشر السمة الجديدة بين السكان. السمات الثابتة ليست غير قابلة للتغيير؛ قد تكون الصفات التي تتمتع بلياقة عالية ضمن بيئة معينة ما أقل ملائمة إذا تغيرت الظروف البيئية. تصبح مثل هذه الصفات أكثر تقلبًا وتدهورًا بمرور الوقت في غياب الاصطفاء الطبيعي الذي يحافظ عليها، مما قد يؤدي إلى بقاءها كأعضاء أثرية تسمى أيضًا الأمتعة التطورية. في كثير من الحالات، قد يحتفظ العضو الأثري بوظائف محدودة، أو قد يتم اختياره لسمات مفيدة أخرى في ظاهرة تُعرف باسم التكيف المسبق. ومن الأمثلة المشهورة على ذلك: عين فأر الخلد الأعمى التي يُعتَقَد بأنها لا زالت تحتفظ بوظيفة إدراك طول ساعات النهار.

### الانتواع
يتطلب الانتواع Speciation درجة من العزلة التكاثرية. ومع ذلك، عدم انحياز الاصطفاء نحو الكائنات الهجينة جوهري بالنسبة لمفهوم الأنواع، بعكس تطور العزلة التكاثرية، وهي مشكلة أدركها داروين. لا تحدث هذه المشكلة في الانتواع متباين الموطن مع مجموعات منفصلة جغرافيًا، والتي يمكن أن تنفصل بمجموعات مختلفة من الطفرات. أدرك إدوارد بولتون في عام 1903 أنّ العزلة التكاثرية يمكن أن تتطور من خلال التباعد، وذلك في حال اكتسبت كل سلالة أليلًا مختلفًا وغير متوافقٍ من الجين نفسه. عندئذٍ يمكن للاختيار ضد متباينات اللواقح أن يخلق عزلة تكاثرية، الأمر الذي يقود إلى نموذج بيتسون- دوبزانسكي- مولر الذي صاغه هـ. ألين أور وسيرجي جافريليتس. ومع ذلك، يمكن أن يؤدي الاصطفاء الطبيعي عبر التعزيز إلى زيادة العزلة، مما يؤثر على عملية الانتواع مباشرةً.

## الأساس الجيني

### النمط الوراثي والنمط الظاهري
يعمل الاصطفاء الطبيعي على النمط الظاهري للكائن أو الخصائص الفيزيائية. يتحدّد النمط الظاهري بواسطة التركيب الجيني للكائن الحي (النمط الوراثي) والبيئة التي يعيش فيها الكائن الحي. عندما تمتلك الكائنات المختلفة في مجتمع ما نسخًا مختلفةً من الجين لصفة معينة ما، تُعرف كل نسخة من هذه النسخ باسم أليل. هذا الاختلاف الجيني هو الذي يكمن وراء الاختلاف في النمط الظاهري، ومثال على ذلك هو مولدات ضد فصيلة الدم ABO لدى البشر، حيث تسيطر ثلاثة أليلات على النمط الظاهري لذلك.
تخضع بعض الصفات لجين واحد فقط، ولكن معظم الصفات تتأثر بعدة جينات. قد يكون اختلاف أحد الجينات التي تساهم في سمة ما تأثير صغير فقط على النمط الظاهري؛ يمكن لهذه الجينات معًا إنتاج سلسلة متصلة من القيم الظاهرية المحتملة.

### توجّه الاصطفاء
يغير الاصطفاء تواتر الأليلات المختلفة عندما تكون بعض مكونات الصفة قابلة للتوريث، ويمكن تقسيم الاصطفاء إلى ثلاث فئات على أساس تأثيره على تواتر الأليل: اصطفاء اتجاهي، تثبيتي، ومنقي. يحدث الاصطفاء الاتجاهي عندما يمتلك الأليل لياقة أكبر من غيره، بحيث يزداد في التكرار لتمتلكه حصة متزايدة من المجموعة. يمكن أن تستمر هذه العملية حتى يتثبّت الأليل، ويتشارك كل أفراد المجموعة النمط الظاهري الأصلح. يقلل الاصطفاء التثبيتي من تواتر الأليلات التي تمتلك تأثيرًا ضارًا على النمط الظاهري –أي أنها تنتج كائنات ذات لياقة منخفضة. يمكن أن تستمر هذه العملية حتى يُستَبعَد الأليل من المجموعة الأحيائية. يحافظ الاصطفاء المنقي على الخصائص الوراثية الوظيفية، مثل جينات ترميز البروتين أو التسلسلات التنظيمية، بمرور الوقت عن طريق الضغط الانتخابي ضد المتغيرات الضارة.
لا تؤدي بعض أشكال الاصطفاء الموازن إلى تثبيت الأليل، ولكن الحفاظ عليه ضمن تواتر متوسط بين أفراد المجموعة. يمكن أن يحدث هذا في الأنواع ثنائية الكروموسومات عندما يكون الأفراد متغايري الألائل (بنسخة واحدة فقط الألائل) يتمتعون بلياقة أعلى من الأفراد المتماثلين (بنسختين). وهذا ما يسمى ميزة تغاير اللواقح أو السيادة الفوقية، ومن الأمثلة المعروفة على ذلك: مقاومة الملاريا في فقر الدم المنجلي متغاير اللواقح. يمكن الحفاظ على التباين الأليلي من خلال الإصفاء التمزقي الذي يفضل الأنماط الجينية التي تحيد عن المتوسط في أي من الاتجاهين (أي عكس السيادة الفوقية)، وذلك يمكن أن يؤدي إلى نموذج توزع ثنائي للصفات. أخيرًا، يمكن أن يحدث الاصطفاء الموازن من خلال الاختيار المعتمد على التواتر، حيث تعتمد صلاحية نمط ظاهري معين على توزع الأنماط الظاهرية الأخرى في المجموعة. طُبِّقَت مبادئ نظرية الألعاب لفهم توزيعات اللياقة في هذه الحالات، وخاصةً في دراسة اصطفاء القرابة وتطور الإيثار المتبادل.

### الاختلاف والانحراف الوراثي
جزء الاختلافات الوراثية محايد وظيفيًا، ولا ينتج عنه أي تأثير على النمط الظاهري أو اختلاف كبير في اللياقة. تقترح نظرية التطور الجزيئي المحايدة لموتو كيمورا أنّ هذا الاختلاف يمثل جزءًا كبيرًا من التنوع الجيني المرصود. يمكن أن تقلل الأحداث المحايدة بشكل جذري الاختلاف الجيني عبر ظاهرة تدعى عنق الزجاجة السكانية. والتي من بين أشياء أخرى يمكن أن تسبب تأثير المؤسس في المجموعات الجديدة الصغيرة. عندما لا يؤدي الاختلاف الوراثي إلى اختلافات في اللياقة، لا يمكن للاصطفاء أن يؤثر بشكل مباشر على وتيرة هذا الاختلاف. نتيجةً لذلك، يكون التباين الوراثي في تلك الحالات أعلى منه في الحالات التي يؤثر التباين فيها على اللياقة. ومع ذلك، بعد مضي فترة دون طفرات جديدة يُقضَى على التغير الوراثي في هذه الحالات بسبب الانحراف الوراثي. يقلل الاصطفاء الطبيعي من التغير الوراثي عن طريق القضاء على الأفراد الذين يعانون من سوء التكيف، وبالتالي الطفرات التي تسببت في سوء التكيف. تحدث في الوقت نفسه طفرات جديدة، مما يؤدي إلى توازن طفري-اصطفائي. تعتمد النتيجة الدقيقة للعمليتين على معدل حدوث طفرات جديدة وعلى قوة الاصطفاء الطبيعي -مدى عدم ثبات الطفرة.

## التأثير
كان لأفكار داروين إلى جانب أفكار آدم سميث وكارل ماركس تأثير عميق على فكر القرن التاسع عشر، بما في ذلك ادعائه الراديكالي بأن «الأشكال المبنية بشكل متقن، التي تختلف عن بعضها البعض، وتعتمد على بعضها البعض بطريقة معقدة للغاية» تطورت من أبسط أشكال الحياة عبر بعض المبادئ البسيطة. ألهم هذا بعض الأنصار لكنه أثار معارضةً قوية. ووفقًا لستيفن جاي غولد، كان للاصطفاء الطبيعي القدرة على زعزعة الاعتقاد بامتلاك البشر مكانة خاصة في العالم.